# Josiah Parker

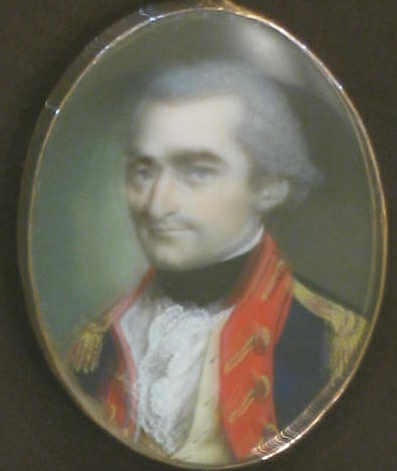
Josiah Parker

Josiah Parker (* 11. Mai 1751 im Isle of Wight County, Colony of Virginia; † 11. März 1810 ebenda) war ein US-amerikanischer Politiker. Zwischen 1789 und 1793 vertrat er den Bundesstaat Virginia im US-Repräsentantenhaus.

## Werdegang
Josiah Parker wuchs während der britischen Kolonialzeit auf und besuchte die öffentlichen Schulen seiner Heimat. In den 1770er Jahren schloss er sich der amerikanischen Revolution an. Im Jahr 1775 gehörte er dem Sicherheitsausschuss von Virginia an. Während des Unabhängigkeitskrieges diente er bis 1778 in verschiedenen Einheiten der Kontinentalarmee, in der er es bis zum Oberst brachte. Zwischen 1778 und 1783 saß er mehrfach im Abgeordnetenhaus von Virginia. Im Jahr 1786 wurde er Marineoffizier im Hafen von Portsmouth. Parker war ein Gegner der im Jahr 1788 ratifizierten Verfassung der Vereinigten Staaten. Aus diesem Grund wurde er auch nicht Mitglied der Versammlung, die diese Verfassung ratifizieren sollte.
Bei den Kongresswahlen des Jahres 1789 wurde Parker im achten Wahlbezirk von Virginia in das damals noch in New York tagende US-Repräsentantenhaus gewählt, wo er am 4. März 1789 sein neues Mandat antrat. Nach fünf Wiederwahlen konnte er bis zum 3. März 1801 sechs Legislaturperioden im Kongress absolvieren. Seit 1793 vertrat er dort den elften Distrikt seines Staates. Parker wurde Ende der 1790er Jahre Mitglied der von Alexander Hamilton gegründeten Föderalistischen Partei. In seiner Zeit als Kongressabgeordneter wurde im Jahr 1800 die neue Bundeshauptstadt Washington, D.C. bezogen.
Nach dem Ende seiner Zeit im US-Repräsentantenhaus betätigte Josiah Parker sich in der Landwirtschaft. Er starb am 11. März 1810 auf dem Anwesen Macclesfield im Isle of Wight County.